# Мег Лефов
Мег Лефов (англ. Meg LeFauve) — американська сценаристка та продюсерка.
Вона була номінована на «Оскар» за найкращий оригінальний сценарій для студії Pixar за фільм «Думками навиворіт».

## Кар'єра
Свою кар'єру в кіно Лефов розпочала як продюсер і президент Egg Pictures, кінокомпанії Джоді Фостер. За цей час Лефов створила фільми, які були номіновані на «Еммі», «Золотий глобус» і була нагороджена «Пібоді» за фільм Джейн Андерсон «Танець дитини». Лефов продюсувала «Небезпечні життя вівтарників» для Egg Pictures. У головних ролях Кіран Калкін, Джоді Фостер і Вінсент Д'Онофріо, фільм отримав схвальні відгуки та отримав премію IFP Spirit Award 2003 за найкращий перший повнометражний фільм.
Лефов була наставником у письменницькій лабораторії Меріл Стріп, а зараз є консультантом Screen New South Wales, Screen Australia та Film Victoria. Вона була наставником у Sundance Creative Producer Lab, є членом правління та постійним учасником CineStory Script Sessions. Лефов викладала в AFI та була співголовою Програми для вищих продюсерів у Школі кіно та телебачення Каліфорнійського університету в Лос-Анджелесі, де вона викладала майстер-класи з історії та розробки протягом семи років. Відомо, що Лефов час від часу проводить семінари.   
Вона була номінована на премію «Оскар» за найкращий оригінальний сценарій за співавторство сценарію до фільму Pixar Inside Out. Вона була номінована на премію Primetime Emmy Awards у 1999 році за продюсування The Baby Dance. Вона також була продюсером фільму 2002 року «Небезпечні життя вівтарників». Вона також написала сценарій до фільму «Добрий динозавр», який був номінований на «Золотий глобус». LeFauve отримала титул «автор історії» у фільмі «Капітан Марвел».